# Blended
Blended er en amerikansk romantisk komedie fra 2014. Filmen er instrueret af Frank Coraci, og har Adam Sandler og Drew Barrymore i hovedrollerne. Filmen havde premiere i Danmark 3. juli 2014. Filmen var Sandler og Barrymores tredje romantiske komedie sammen, efter The Wedding Singer (1998) og 50 First Dates (2004).

## Handling
Jim (Adam Sandler) er en enkemand med tre døtre som han har et godt forhold til, men som han ikke helt ved hvordan han skal håndtere. Lauren (Drew Barrymore) har forladt eks-manden som var utro mod hende gentagene gange, og er nu alenemor til to sønner, mens børnenes far sjældent er til stede. En dag går de på en blind date, som imidlertid går meget dårligt, frem for alt på grund af deres modstridende personligheder. Men så vil tilfældighederne det til at begge tager på ferie samtidig til det samme sted i Afrika, på grund af at fælles bekendte af dem har aflyst sin romantiske ferie der. I løbet af turen kommer de nærmere hinandens børn, og opdager desuden at de selv har mere til fælles end de først antog.

## Rolleliste
- Adam Sandler som Jim
- Drew Barrymore som Lauren
- Bella Thorne som Hilary
- Emma Fuhrmann som Espn
- Alyvia Alyn Lind som Lou
- Braxton Beckham som Brendan
- Kyle Red Silverstein som Tyler
- Joel McHale som Mark
- Wendi McLendon-Covey som Jen
- Abdoulaye N'Gom som Mfana
- Shaquille O'Neal som Doug
- Terry Crews som Nickens
- Kevin Nealon som Eddy
- Jessica Lowe som Ginger
- Zak Henri som Jake
- Dan Patrick som Dick
- Lauren Lapkus som Tracy